# Cai Qian
Cai Qian (en chinois : 蔡牽 ; en pinyin : Cài Qiān ; né en 1761 et mort en 1809) est un marchand maritime chinois, considéré comme pirate durant la dynastie Qing.

## Biographie
Cai Qian est né dans le district de Tong'an, en Chine. Marchand maritime confronté à la famine, il devient pirate en 1794. À l'apogée de sa puissance, il s'associe avec Zhang Pao Tsai et ils contrôlent ensemble des centaines de navires et des dizaines de milliers de pirates ; on considère que leur relation était aussi sentimentale. 
Leur armée de pirates pillaient les mers du Fujian,du Guangdong et du détroit de Taiwan. Ils deviennent une menace importante pour la stabilité politique de la Chine des Qing, du fait notamment d'un commerce d'armes avec des hommes d'affaires britanniques qui cause une crise politique avec l'empereur Qianlong. Celui-ci accuse en effet George Macartney de chercher à le déstabiliser.
Cai épouse en 1799, une experte en armes parlant anglais, certains journaux de capitaines de l'époque indiquent que son nom était Lin Yuyau (林玉腰) et qu'elle venait de Fangyuan, à Formose.
En 1802, Cai réussi à s’emparer et à occuper l'arsenal de Xiamen.
Entre 1804 et 1805, Cai et Zhang Cheung menèrent deux attaques contre Tainan, mais subirent des revers. Durant la bataille de 1804, Zhang anéanti la flotte Qing de Wenzhou. 
Les quatre années suivantes sont particulièrement éprouvantes pour l'association pirate qui est attaquée de toute part par les flottes chinoises, l'empereur ayant juré de les détruire.
En janvier 1808, les amiraux de Fujian et Zhejiang réussirent presque à détruire leur flotte de près de Hong Kong après une bataille d'un jour et d'une nuit. Mais Zhang et Cai s'en sortirent victorieux, provocant une certaine peur dans la marine chinoise.
En 1809, Wang Delu, capitaine-général de la marine des provinces de Fujian, parvint à encercler Cai Qian au large de Wenzhou (溫州) dans la province de Zhejiang. Ne pouvant s'en échapper, Cai se suicida en se tirant une balle en or. Les légendes prétendent que Cai aurait caché un grand trésor sur les îles Matsu : rien n'a encore été découvert à ce jour.